# Салычев, Степан Васильевич
Степа́н Васи́льевич Са́лычев (16 декабря 1905, с. Ново-Покровка — 12 июня 1979, Рига) — советский военачальник, генерал-майор (1950).

## Биография
Родился в 1905 году в с. Ново-Покровка, Зарушадского участка, Карсской области (ныне д. Порсуклу, район Сусуз, ил Карс, Турция). Русский.
В Красной Армии с 30 сентября 1927 года. Зачислен курсантом в полковую школу 76-го кавалерийского полка 12-й кавалерийской дивизии СКВО, по окончании которой с октября 1928 г. служил старшиной полковой школы. Член ВКП(б) с 1928 года.
В сентябре 1929 года командирован в Тверскую кавалерийскую школу, по окончании которой в июне 1931 года был направлен в 57-й кавалерийский полк 14-й кавалерийской дивизии МВО, где проходил службу в должностях командира взвода пулемётного эскадрона и командира взвода полковой школы.
С мая 1933 года и. д. командира полуэскадрона связи и начальника связи 3-го колхозного кавалерийского полка 1-й колхозной кавалерийской дивизии Забайкальской группы войск, с октября 1935 года командовал сабельным эскадроном в этом полку. В октябре 1937 года переведён в 4-й	кавалерийский полк этой же дивизии, где был помощником начальника штаба полка и начальника полковой школы. С декабря 1937 года — начальник полковой школы 32-го кавалерийского полка 22-й кавалерийской дивизии. С июня 1940 года капитан С. В. Салычев слушатель Военной академии им. М. В. Фрунзе.
После начала Великой Отечественной войны в июле 1941 года выпущен из академии и назначен командиром 106-го кавалерийского полка 27-й отдельной кавалерийской дивизии, формировавшейся в МВО.
В начале сентября дивизия была передана в подчинение 54-й отдельной армии и принимала участие в битве за Ленинград, в 1-й Синявинской операции.
С 28 сентября 1941 года она в составе 4-й отдельной армии, с которой участвовала в Тихвинских оборонительной и наступательной, Любанской наступательной операциях.
В марте 1942 года дивизия была расформирована. Её личный состав был обращён на укомплектование 13-го кавалерийского корпуса, а подполковник С. В. Салычев назначен заместителем командира 87-й кавалерийской дивизии.
В июле 1942 года направлен в Высшую военную академию им. К. Е. Ворошилова. По окончании её ускоренного курса с 16 ноября 1942 г. назначен начальником оперативного отдела штаба 13-го гвардейского стрелкового корпуса, части которого участвовали в Сталинградской битве, Донбасской и Мелитопольской наступательных операциях.
С февраля 1944 г. занимает должность заместителя командира по строевой части 49-й гвардейской стрелковой дивизии, подразделения которой участвуют в Березнеговато-Снигирёвской и Одесской наступательных операциях, освобождают Херсон, Николаев  и Одессу.
С 16 мая по 21 июня 1944 г. полковник С. В. Салычев исполняет должность командира 49-й гвардейской стрелковой дивизии.
С 23 августа 1944 г. и. д., а 14 октября назначен на должность командира  93-й стрелковой Краснознамённой дивизии. Под его командованием дивизия принимает участие в боях на территории Югославии, освобождает города Топола, Крагуевац, Чачак, Белград, затем участвует в Будапештской операции.
10 января 1945 г. полковник С. В. Салычев был отстранён от должности и зачислен в распоряжение Военного совета фронта, а 7 февраля 1945 г. назначен командиром 19-й стрелковой дивизии. Под его командованием дивизия принимает участие в Венской, Братиславско-Брновской и Пражской наступательных операциях.
За время войны комдив Салычев был семь раз персонально упомянут в благодарственных в приказах Верховного Главнокомандующего.
После войны продолжает командовать этой же дивизией в ЦГВ (с февраля 1946 г. в СКВО). С июля 1946 г. заместитель командира 11-й отдельной стрелковой бригады, в которую была преобразована дивизия.
В период с декабря 1946 по декабрь 1948 г. проходит обучение на основном факультете Высшей военной академии им. К. Е. Ворошилова.
С марта 1949 г. заместитель командира 277-й стрелковой дивизии Приморского ВО.
С апреля 1949 г. исполняет должность начальника отдела боевой подготовки штаба 5-й армии.
В мае 1950 г. назначен командиром 40-й стрелковой дивизией в составе Приморского ВО (с мая 1953 г. — ДВО) и в этом же году получает звание генерал-майора.
С августа 1956 г. исполнял должность помощника командующего — начальника отдела боевой подготовки 15-й армии.
В марте 1959 г. назначен помощник командующего по вузам ПрибВО, а с апреля 1961 г. — помощник командующего войсками округа по гражданской обороне.
С 10 декабря 1966 г. в отставке.

## Награды
- орден Ленина (30.04.1954)[4]
- два ордена Красного Знамени (30.04.1944, 06.11.1947[4])
- два ордена Кутузова 2-й степени (03.11.1944, 28.04.1945)
- орден Отечественной войны 2-й степени (30.09.1943)
- три ордена Красной Звезды (18.10.1942, 30.03.1943, 03.11.1944[4])
  - медали в том числе:
  - «За оборону Ленинграда»
  - «За оборону Сталинграда» (1943)
  - «За Победу над Германией в Великой Отечественной войне 1941—1945 гг.» (1945)
  - «За взятие Будапешта»
  - «За взятие Вены»
  - «За освобождение Белграда»
  - «Ветеран Вооружённых Сил СССР»

Приказы (благодарности) Верховного Главнокомандующего в которых отмечен С. В. Салычев.
- За уничтожение немецкого гарнизона в городе Белград и освобождение столицы Югославии от немецких захватчиков. 20 октября 1944 года. № 200.
- За прорыв сильно укрепленной обороны немцев в горах Вэртэшхедьшэг, западнее Будапешта, разгром группы немецких войск в районе Естергома, а также овладение городами Естергом, Несмей, Фельше-Галла, Тата. 25 марта 1945 года. № 308.
- За овладение городами Дьер и Комаром – важными опорными пунктами обороны немцев на венском направлении. 28 марта 1945 года. № 315.
- За форсирование рек Грон и Нитра, прорыв обороны противника по западным берегам этих рек и, продвижение вперед на 50 километров, а также овладение городами Комарно, Нове-Замки, Шураны, Комьятице, Врабле — сильными опорными пунктами обороны немцев на братиславском направлении. 30 марта 1945 года. № 318.
- За овладение важным промышленным центром и главным городом Словакии Братислава — крупным узлом путей сообщения и мощным опорным пунктом обороны немцев на Дунае. 4 апреля 1945 года. № 330
- За овладение центром нефтеносного района Австрии городом Цистерсдорф. 17 апреля 1945 года. № 338.
- За овладение в Чехословакии городами Яромержице и Зноймо и на территории Австрии городами Голлабрунн и Штоккерау — важными узлами коммуникаций и сильными опорными пунктами обороны немцев. 8 мая 1945 года. № 367.

Других государств
- Орден Звезды Румынии ?-й степени с мечами (Королевство Румыния)

## Семья
Дочь Крыжановская Людмила Степановна (---)
Сын Степан Степанович Салычев (1928—1983) — доктор наук, один из ведущих специалистов по Франции.
Сын Олег Степанович Салычев (р. 1953) — советский и российский учёный.